# HD 218061
HD 218061，又名BD-17 6661，SAO 165481、HR 8783，是一颗位於寶瓶座的恒星，视星等为6.14，位于銀經49.67，銀緯-63.5，其B1900.0坐标为赤經22h 59m 55.4s，赤緯-17° -63.5′ 4″。